# فيرونيكا تشوميكوفا
فيرونيكا جيناديفنا تشوميكوفا (الروسية: Верони́ка Генна́дьевна Чу́микова، من مواليد 4 يوليو 1994) هي مصارعة حرة روسية من تراث تشوفاش. وهي حائزة على الميدالية الفضية في بطولة المصارعة الأوروبية. كما فازت بميدالية في سباق الجائزة الكبرى الذهبي إيفان ياريجين الذي أقيم في كراسنويارسك بروسيا في ست مناسبات (في 2014، 2017، 2018، 2020، 2022 و2024).

## مسيرتها الرياضية
فازت تشوميكوفا بالميدالية الذهبية في منافسات وزن 58 كجم للسيدات في بطولة العالم للمصارعة الجامعية 2016 التي أقيمت في تشوروم، تركيا. في عام 2018، شاركت في عام 2018 في كليبان ليدي المفتوحة في كليبان، السويد دون أن تفوز بميدالية. في وقت لاحق من ذلك العام، فازت تشوميكوفا بالميدالية الذهبية في منافسات وزن 59 كجم للسيدات في بطولة روسيا الوطنية للمصارعة الحرة للسيدات 2018 التي أقيمت في سمولينسك، روسيا.
في عام 2020، فازت تشوميكوفا بإحدى الميداليات البرونزية في حدث وزن 57 كجم للسيدات في كأس العالم للمصارعة الفردية الذي أقيم في بلغراد، صربيا. في مارس 2021، شاركت في  البطولة الأوروبية المؤهلة للألعاب الأولمبية في بودابست، المجر على أمل الحصول على مكان لمنافسة في دورة الألعاب الأولمبية الصيفية 2020 في طوكيو، اليابان. خسرت مباراتها الأولى أمام إيفيلينا نيكولوفا من بلغاريا مما يعني أنها لم تعد قادرة على كسب مكان في الأولمبياد في هذه البطولة. وبعد شهر، فازت بالميدالية الفضية في حدث وزن 59 كجم للسيدات في بطولة أوروبا للمصارعة 2021 التي أقيمت في وارسو، بولندا. في مايو 2021، حصلت تشوميكوفا على مركز أولمبي في منافسات وزن 57 كجم للسيدات في منافسات وزن 57 كجم ممثلة عن رياضيو اللجنة الأولمبية الروسية في الألعاب الأولمبية الصيفية 2020 في بطولة العالم للتصفيات الأولمبية. شاركت فاليريا كوبلوفا في فعالية سيدات 57 كجم في دورة الألعاب الأولمبية الصيفية 2020.
في أكتوبر 2021، خسرت تشوميكوفا مباراتها بالميدالية البرونزية في وزن 57 كجم للسيدات في بطولة العالم للمصارعة الحرة للسيدات في أوسلو، النرويج. في يناير 2022، فازت بإحدى الميداليات البرونزية في مسابقة 57 كجم للسيدات في الجائزة الكبرى الذهبية لإيفان ياريجين التي أقيمت في كراسنويارسك، روسيا. في فبراير 2022، فازت أيضاً بإحدى الميداليات البرونزية في منافسات وزن 57 كجم في  بطولة ياسار دوغو التي أقيمت في إسطنبول، تركيا.